# Кузнецкий мост (Кемерово)
Кузнецкий мост — мост в городе Кемерово через реку Томь, соединяющий центр города с Рудничным и Кировским районами Кемерово.
Строительство моста началось ещё в 1990 году, но из-за экономических проблем в стране постоянно приостанавливалось. Мост достроили только в 2006 году.
По своим параметрам этот мост является одним из самых широких мостов в Сибири. По мосту проложена двухпутная линия трамвая. Новый кемеровский мост имеет государственное значение, так как является частью федеральной трассы Р255 «Сибирь» Новосибирск — Кемерово — Красноярск — Иркутск. Кроме того, мостовой переход был необходим для развития дорожной системы Кемеровской области.
При строительстве моста была применена новая технология укладки трамвайного пути — без гравийной подушки и шпал. Для омоноличивания бетонных конструкций при укладке рельсов применялась сухая бетонная смесь ЭМАКО S88.

## Технические характеристики
- Длина — 638 метров.
- Ширина — 40,5 метров.
- Ширина проезда для трамваев — 7,5 метров.
- Ширина пешеходных тротуаров — 2,25 метра.
- Вес опорных частей — 216 тонн.
- Вес пролётных строений — 9108 тонн.

## Стоимость строительства
Общие расходы на строительства моста составили 2,5 млрд рублей.

## Галерея

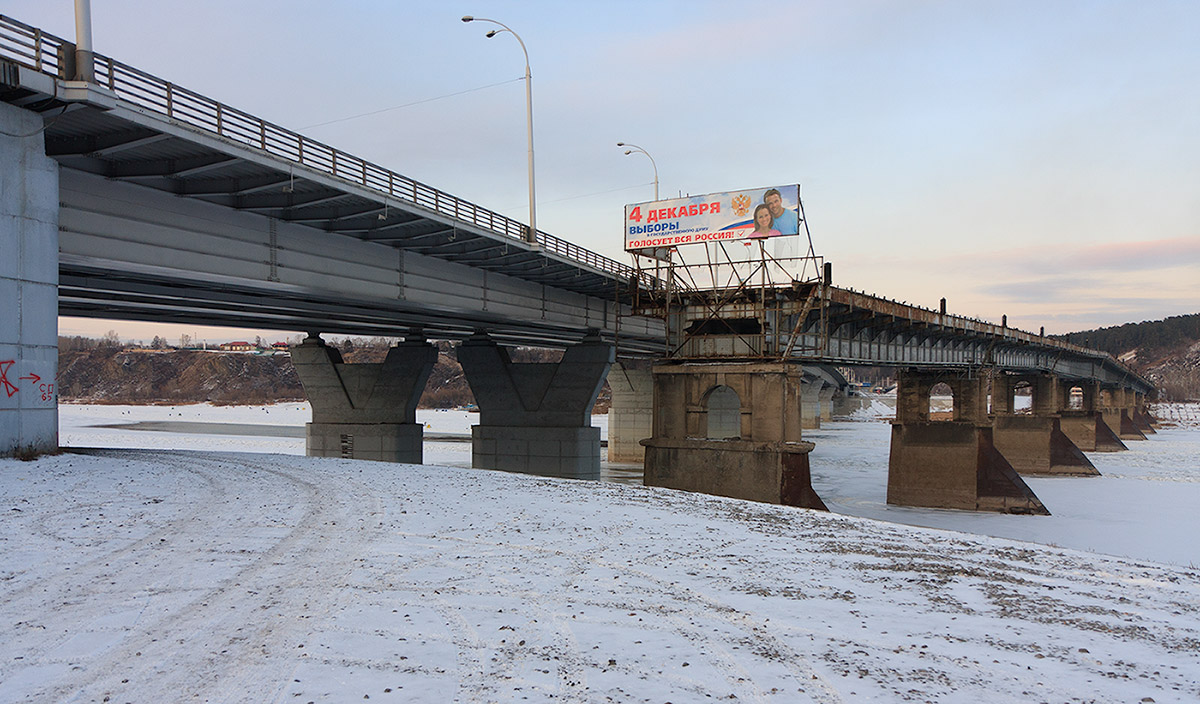
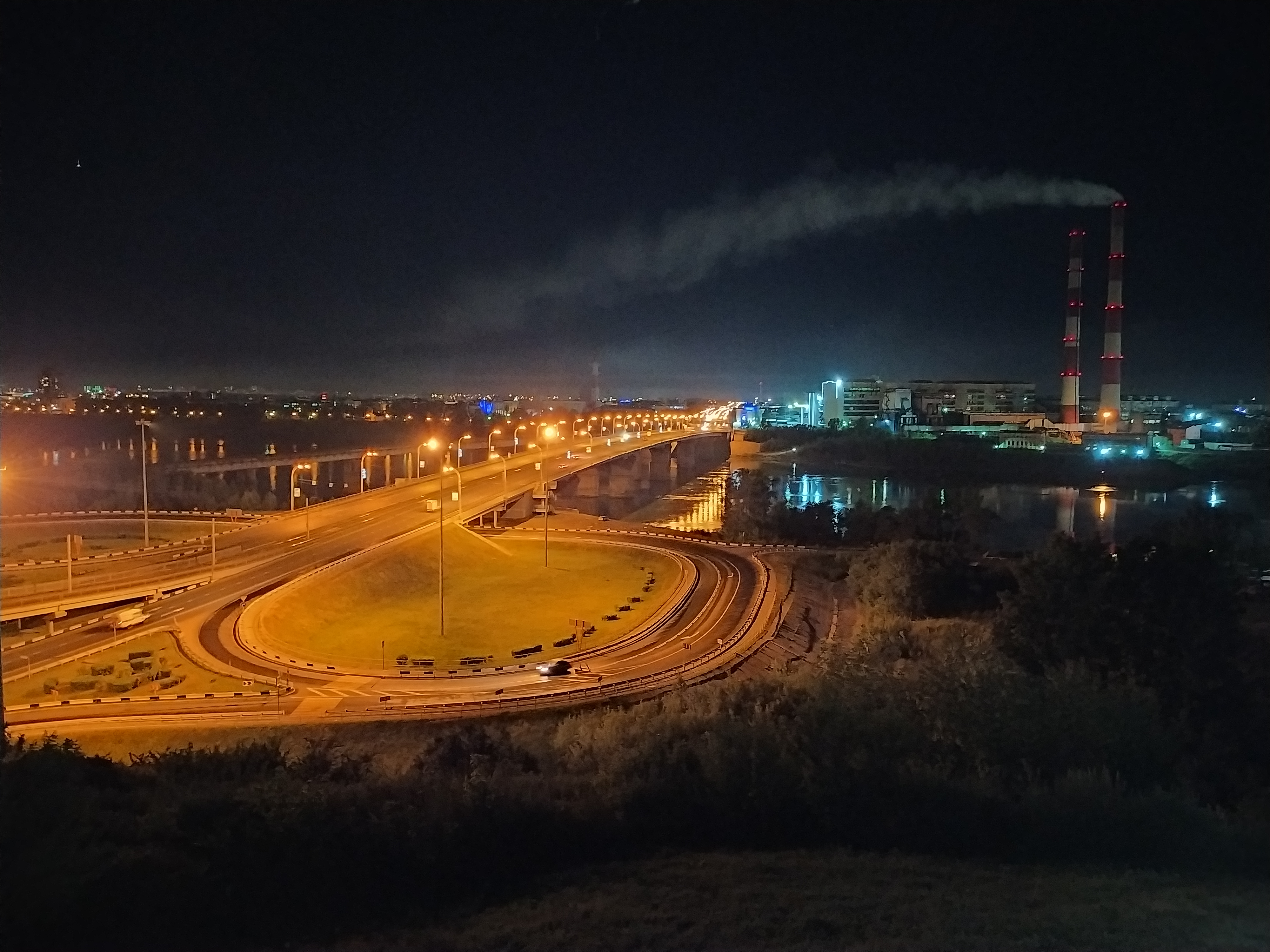
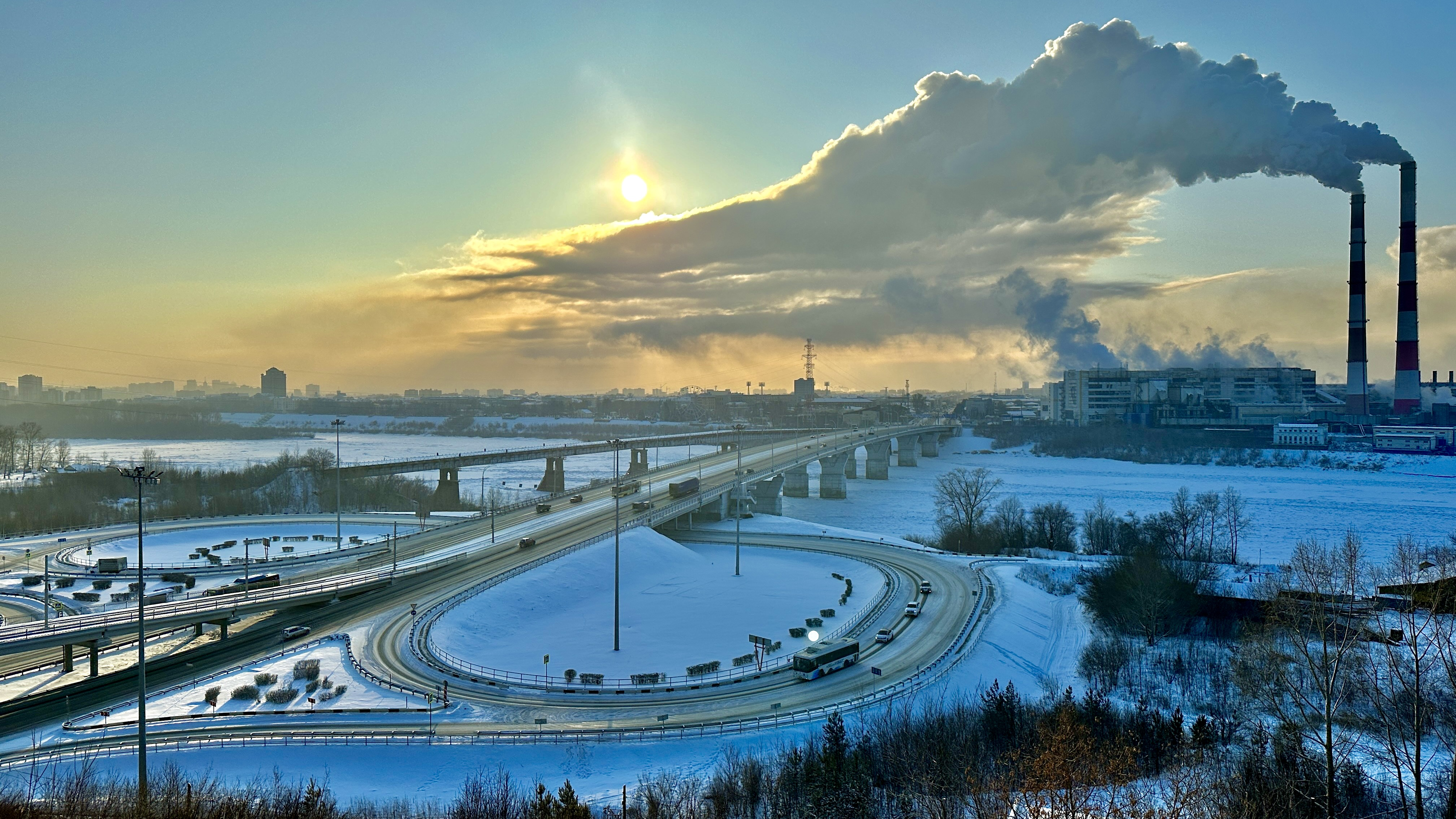
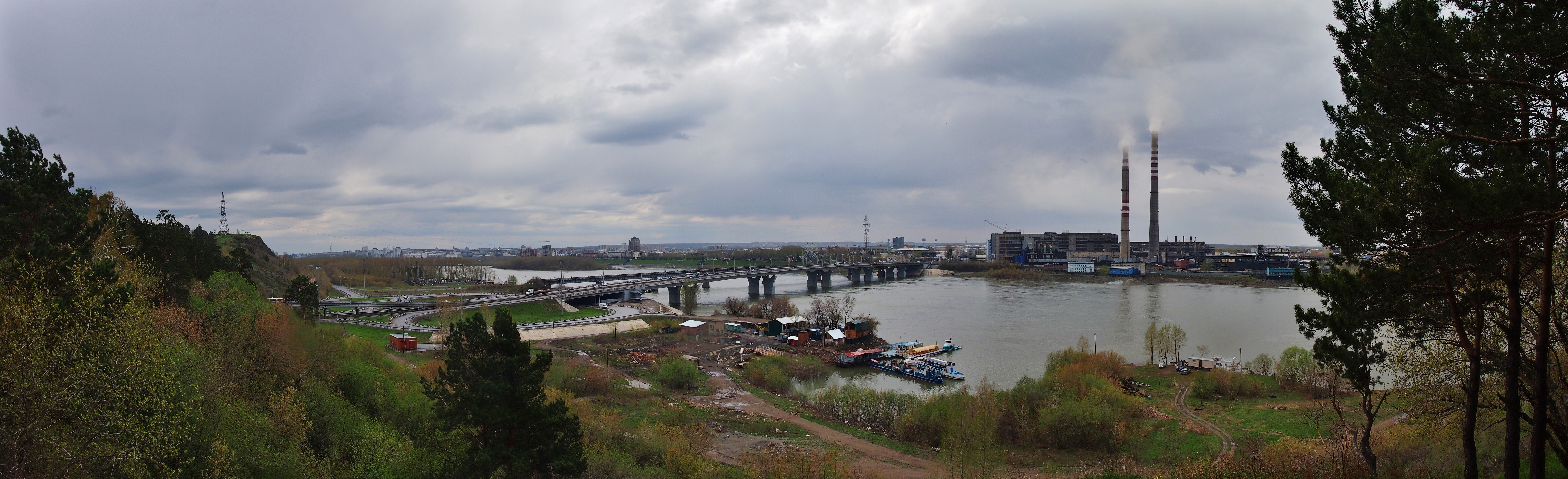